# Zangaltica
Zangaltica is een geslacht van kevers uit de familie bladkevers (Chrysomelidae).
De wetenschappelijke naam van het geslacht werd in 1988 gepubliceerd door Chen & Wang.

## Soorten
- Zangaltica multicostata Chen & Wang, 1988